# 相緒エイミ
相緒 エイミ（あいお えいみ、1991年 - ）は、日本の女優。東京都出身。リバティプロ所属。

## 来歴
若葉会幼稚園、慶應義塾幼稚舎（バレーボール部）、慶應義塾中等部（ダンス部・馬術部）、慶應義塾女子高等学校（ゴルフ部・茶道部）で学び、慶應義塾大学経済学部に進学し、同大学を卒業した。
大学卒業後、高校生の頃からやりたかった芝居を本格的に始める。2018年から香港のエージェントに所属し、東南アジア進出の準備を始める。華僑コミュニティーの中に混ざりながらマレーシア・ベトナムで生活する中で、広東語の悪口と中国語（標準語）を学ぶ。会社の方針変化により、2024年より日本での活動を再開した。

## 人物
特技は、広東語の悪口・英語（US）・乗馬（駈歩）。好きなことは、漢字文化圏の食や生活習慣の似ている点や違う点から、経済や歴史を見ること。

## 経歴

### 映画
- Right-onコラボ短編「ジーンズ十色」（2024年、大橋孝史監督） - 中野朋子 役
- レッドシューズ（2023年、雑賀俊郎監督）- 家庭調査官 役

### ドラマ
- Love in The Air -恋の予感- 第3話（FOD）[2]
- 光のレシピ（mov）- エミ 役[3]
- 愛人転生 第6話（MBS）[4]
- ブラックペアン2 第8話（TBS）- 壮年期：渡海春江 役
- 知恵泉 ~天海・山内千代編~（NHK）- 山内千代 役
- いじめられっ子は社長夫人?!（Topshort）- 生田瑠璃 役
- イグナイト -法の無法者- 第1話・第9話（2025年4月18日・6月13日、TBS） - バスの乗客 役

### ラジオ
- えひめのGOOD ITEM, GOOD STORY（FM愛媛）- パーソナリティ